# Салцбуршки фестивал
Салцбуршки фестивал је фестивал музике и драме основан 1920. године. Одржава се сваког лета у аустријском граду Салцбургу, родном месту Волфганга Амадеуса Моцарта.

## Историја
Музички фестивали су се одржавали у Салцбургу у неправилним интервалима од 1877. у организацији Међународне Моцартеум фондације, али су прекинути 1910. године. Иако је фестивал био планиран за 1914. годину, отказан је када је избио Први светски рат. Фридрих Гемахер и Хајнрих Дамиш су 1917. основали организацију познату као Салцбургер Фестшпилхаус-Гемајнде у циљу редовног одржавања фестивала драме и музике. На крају рата 1918. године, оживљавање фестивала заговарала ја петорка која се данас сматра његовим оснивачима:
- Песник и драматург Хуго фон Хофманстал,
- Композитор Рихард Штраус,
- Сценски дизајнер Алфред Ролер,
- Диригент Франц Шалк,
- Редитељ Макс Рајнхарт.

Према Хофмансталовим политичким списима, Салцбуршки фестивал треба да истакне вековне хабзбуршке принципе „живи и пусти да живе“ у односу на етничке групе, народе, мањине, религије, културе и језике. Салцбуршки фестивал је званично отворен 22. августа 1920. Рајнхартовом изведбом Хофмансталовог Једермана на степеницама Салцбуршке катедрале, са Александром Моисијем у главној улози. Представе се сада изводе на Саборном тргу.
Прва опера изведена је 1922. године, са Моцартовим Дон Ђованијем под диригентском палицом Рихарда Штрауса. Певачи су углавном били из Бечке државне опере, укључујући Рихарда Таубера у улози Дон Отавија.
Прва фестивалска сала подигнута је 1925. у некадашњим надбискупским ергелама на северном подножју планине Менсберг, на основу планова Клеменса Холмајстера. Салу је свечано отворила изведба Гоцијевог Турандота у драматизацији Карла Волмелера. У то време фестивал је већ развио велики програм укључујући директне преносе аустријске радио мреже РАВАГ. Следеће године суседна  Школа јахања Фелзен, уклесана у стену Менсберга, претворена је у позориште и свечано отворена представом Слуга два господара Карла Голдонија.
Између 1934. до 1937. године, познати диригенти као што су Артуро Тосканини и Бруно Валтер дириговали су многим наступима. Године 1936. на фестивалу су наступили певачи породице Трап, чија је прича касније приказана у мјузиклу Моје песме, моји снови  (са сценом певања породице Трап у Школа јахања Фелзен).
Популарност фестивала претрпела је велики ударац после Aншлуса Аустрије од стране нацистичке Немачке 1938. године. Тосканини је поднео оставку у знак протеста, уметници јеврејског порекла попут Рајнхарта и Георга Шолтија морали су да емигрирају. Ипак, фестивал је остао у функцији све док 1944. није отказан наредбом министра Рајха Јозефа Гебелса као реакција на заверу од 20. јула. На крају Другог светског рата, Салцбуршки фестивал је поново отворен у лето 1945.

## Фестивал после Другог светског рата
Послератни фестивал полако је стицао значај као летњи оперски фестивал, посебно за изведбе Моцартових дела. Диригент Херберт фон Карајан је постао уметнички директор 1956. године. 1960. године отворена је велика фестивалска дворана. Након Карајанове смрти 1989. године, фестивал је драстично модернизовао и проширио редитељ Жерар Мортије, кога је 2001. наследио Петер Ружичка.

## Фестивал у 21. веку
2006. године фестивал су водили његов директор Јирген Флим и концертни директор Маркус Хинтерхојзер. Те године, Салцбург је прославио 250 година од Моцартовог рођења ставивши на репертоар сва 22 његова оперска дела, укључујући две недовршене опере.

### Економска рачуница
Салцбуршки фестивал извештава да је приход од продаје улазница у 2017. износио око 27 милиона евра, и годишње доноси 183 милиона евра граду Салцбургу. Својим деловањем у другим секторима, директно и индиректно обезбеђују јавном сектору око 77 милиона евра у порезима и доприносима.

## Салцбуршки фестивал за Празник Духова
Салцбуршки фестивал за Празник Духова је основан по налогу Херберта фон Карајана 1973. као кратка серија концерата. Данас се овај фестивал одвија под окриљем главног (летњег) Салцбуршког фестивала.
Први концерти на фестивалу за Празник Духова били су усредсређени на три Брукнерове симфоније, све под диригентском палицом Карајана. 1990-их година акценат се даје на дела из барокног репертоара. 2005. године, Салцбуршки фестивал за Празник Духова је представио Хендлове Ацис и Галатеју и ораторијум Соломон.
Године 2007. Рикардо Мути је постао уметнички директор фестивала по петогодишњем уговору током којег је представио комплетне представе оперских раритета из Напуљске школе опере 18. и 19. века. Наследила га је мецосопран Сесилија Бартоли, такође на период од пет година, која је по први пут у историји фестивала, представила једну плесну представу (Балет Киров). Бартоли је 2012. певала Клеопатру у Хенделовом Јулију Цезару, 2013. насловну улогу у Норми Винченца Белинија, а 2014. Росинијеву Сенерентолу. Године 2015. извела је насловну улогу у Ифигенији Тауриди Кристофа Вилибалда Глука, а 2016. певала је Марију у Причи са западне стране Леонарда Бернштајна.